# Ventilago elegans
Ventilago elegans là một loài thực vật có hoa trong họ Táo. Loài này được Hemsl. miêu tả khoa học đầu tiên năm 1895.